# Ivo Sanader
Ivo Sanader, hrvaški politik, * 8. junij 1953, Split, Hrvaška

## Življenjepis
Rodil se je v delavski religiozni družini. Otroštvo je preživel skupaj z dvema bratoma in sestro. Osnovno šolo je končal v Splitu. Za nadaljnje šolanje vseh otrok je bilo premalo denarja, zato je mati zaprosila rektorja splitske nadškofijske klasične gimnazije naj ga sprejmejo. Rektor je prošnji ugodil in Ivo je postal dijak z dobrimi ocenami. Po končani gimnaziji je nekaj časa študiral teologijo v Rimu, a je po dveh letih študij pustil in ga nadaljeval na filozofski fakulteti v Innsbrucku, kjer je 1982 doktoriral iz primerjalne književnosti in romanistike.
Sanader se je leta 1983 vrnil v domovino, kjer se je v rodnem Splitu zaposlil kot programski urednik in pozneje še kot vršilec dolžnosti glavnega urednika pri založniški hiši Logos. To službo je opravljal do leta 1987 ko je ponovno odšel v Innsbruck, kjer je postal podjetnik in tam 1990 ustanovil tirolsko podružnico HDZ.
Poleg politike se je Sanader ukvarjal tudi z književnostjo. Objavil je dve knjigi: Tudi rožnato je črno in Fenomen parfuma. Skupaj z A. Stamaćem je sestavil antologijo hrvaške vojne poezije. Poleg tega je avtor tudi več strokovnih besedil s področja zgodovine književnosti in član hrvaškega centra kluba književnikov PEN ter Društva hrvaških književnikov. Poleg materinščine tekoče govori angleško, francosko, italijansko in nemško.

## Politik
Sanader je bil predsednik najvplivnejše hrvaške politične stranke HDZ in bil dvakratni predsednik vlade Hrvaške. 
Sanadarjev politični vzpon se je pričel leta 1992, ko je bil prvič izvoljen za poslanca v hrvaškem saboru. Avgusta istega leta postane hrvaški minister za znanost in tehnologijo, že januarja 1993 pa namestnik takratnega zunanjega ministra M. Granića. Leta 1995 postane šef kabineta predsednika F. Tuđmana in glavni sekretar hrvaškega sveta za obrambo in nacionalno varnost.
Pravi meteorski vzpon pa je Sanader doživel po Tuđmanovi smrti v decembru 1999, ko je po številnih znotrajstrankarskih spopadih spomladi 2000 premagal svojega glavnega političnega tekmeca I. Pašalića in se povzpel na mesto predsednika HDZ. Stranko je v dveh letih preoblikoval v »konzervativno stranko« in jo uspel deloma oddaljiti od prejšnih izrazitih nacionalističnih vod. Na parlamentarnih volitvah decembra 2003 je HDZ znova dobila večino v saboru in Sanader je prvič postal predsednik vlade. Drugič mu je to uspelo postati po volitvah januarja 2008. V drugem mandatu je premiersko funkcijo opravljal do 1. julija 2009 ko je odstopil tako z mesta predsednika vlade, kakor tudi z mesta predsednika HDZ.
Sanader je imel, verjetno tudi zaradi notranje-političnih potreb, do Slovenije in njenih stališč do reševanja mejnega spora trda stališča in se nemalokrat posluževal tudi sovražnega govora, predvsem v zadnjih letih, ko so tekla pristopna pogajanja med Republiko Hrvaško in Evropsko Unijo.
3. julija 2009 je nepričakovano odstopil z mesta predsednika vlade Hrvaške in predsednika stranke ter na to mesto postavil Jadranko Kosor. Ostal je častni predsednik HDZ. V začetku leta 2010 pa je v prostorih stranke sklical izredno novinarsko konferenco, na kateri je kritiziral strankino vodenje vlade in napovedal svojo vrnitev v politiko. Vrh stranke ga je zato izključil iz nje.
Po odvzemu poslanske (saborske) funkcije in imunitete zaradi suma zlorabe položaja in drugih koruptivnih dejanj je bila 9. decembra 2010 za njim razpisana mednarodna tiralica. Tik pred odločanjem o odvzemu imunitete je namreč zapustil državo.
Od decembra 2010 je bil v preiskovalnem zaporu v Avstriji.